# Agnieszka Skalniak-Sójka
Agnieszka Skalniak-Sójka (Krynica-Zdrój, 22 aprile 1997) è una ciclista su strada polacca che corre per il team Canyon-SRAM Racing. Nel 2022 ha vinto il Giro del Belgio femminile.

## Palmarès

### Strada
- 2015 (Juniores)

Campionati polacchi, Prova in linea Junior
Campionati europei, Prova a cronometro Junior
- 2018 (Experza-Footlogix, una vittoria)

2ª tappa Tour de Feminin-O cenu Českého Švýcarska (Jiříkov > Jiříkov)
- 2021 (MAT ATOM Deweloper, due vittorie)

1ª tappa, 2ª semitappa Belgrade GP Woman Tour (Ušće > Ušće)
Classifica generale Belgrade GP Woman Tour
- 2022 (ATOM Deweloper Posciellux.pl Wrocław, quattordici vittorie)

1ª tappa Gracia-Orlová (Orlová > Štramberk)
3ª tappa, 2ª semitappa Gracia-Orlová (Dětmarovice > Orlová)
4ª tappa Gracia-Orlová (Orlová > Orlová)
Classifica generale Gracia-Orlová
Ladies Tour of Estonia
Campionati polacchi, Prova a cronometro Elite
Prologo Giro del Belgio femminile (Chimay > Chimay, cronometro)
Classifica generale Giro del Belgio femminile
1ª tappa Princess Anna Vasa Tour (Golub-Dobrzyń > Golub-Dobrzyń)
2ª tappa Princess Anna Vasa Tour (Golub-Dobrzyń > Golub-Dobrzyń)
3ª tappa Princess Anna Vasa Tour (Golub-Dobrzyń > Golub-Dobrzyń, cronometro)
Classifica generale Princess Anna Vasa Tour
Prologo Premondiale Giro di Toscana (Firenze-Parco delle Cascine > Firenze-Parco delle Cascine, cronometro)
Classifica generale Premondiale Giro di Toscana
- 2023 (Canyon//SRAM Racing, una vittoria)

Campionati polacchi, Prova a cronometro Elite

#### Altri successi
- 2022 (ATOM Deweloper Posciellux.pl Wrocław)

Classifica a punti Gracia-Orlová
Classifica a punti Princess Anna Vasa Tour
Classifica a punti Premondiale Giro di Toscana

## Piazzamenti

### Grandi giri
- Giro d'Italia

2024: 50ª
- Tour de France

2023: 54ª
- Vuelta a España

2023: 55ª

### Competizioni mondiali
- Campionati del mondo

Ponferrada 2014 - In linea Junior: 3ª
Richmond 2015 - Cronometro Junior: 9ª
Richmond 2015 - In linea Junior: 3ª
Wollongong 2022 - Cronometro Elite: 25ª
Wollongong 2022 - Staffetta mista: 9ª
Wollongong 2022 - In linea Elite: 64ª
Glasgow 2023 - Cronometro Elite: 7ª
Glasgow 2023 - Staffetta mista: 10ª
Glasgow 2023 - In linea Elite: 14ª
- Giochi olimpici

Parigi 2024 - Cronometro: 12ª
Parigi 2024 - In linea: 45ª

### Competizioni europee
- Campionati europei

Nyon 2014 - In linea Junior: 15ª
Tartu 2015 - Cronometro Junior: vincitrice
Tartu 2015 - In linea Junior: 15ª
Herning 2017 - Cronometro Under-23: 6ª
Herning 2017 - In linea Under-23: 14ª
Brno 2018 - Cronometro Under-23: 10ª
Brno 2018 - In linea Under-23: 10ª
Alkmaar 2019 - Cronometro Under-23: 8ª
Alkmaar 2019 - In linea Under-23: 19ª
Monaco di Baviera 2022 - Cronometro Elite: 10ª
Monaco di Baviera 2022 - In linea Elite: 11ª
- Giochi europei

Minsk 2019 - In linea: 33ª